# Lancia Fulvia Coupé HF
La Lancia Fulvia Coupé HF è una versione sportiva della Lancia Fulvia Coupé, specificatamente elaborata dai tecnici del Reparto Corse dello stabilimento Lancia di Borgo san Paolo a Torino per partecipare al Campionato del mondo rally, campionato in cui ha gareggiato dal 1970 al 1974, vincendo il titolo campionato internazionale costruttori nel 1972.

## Storia

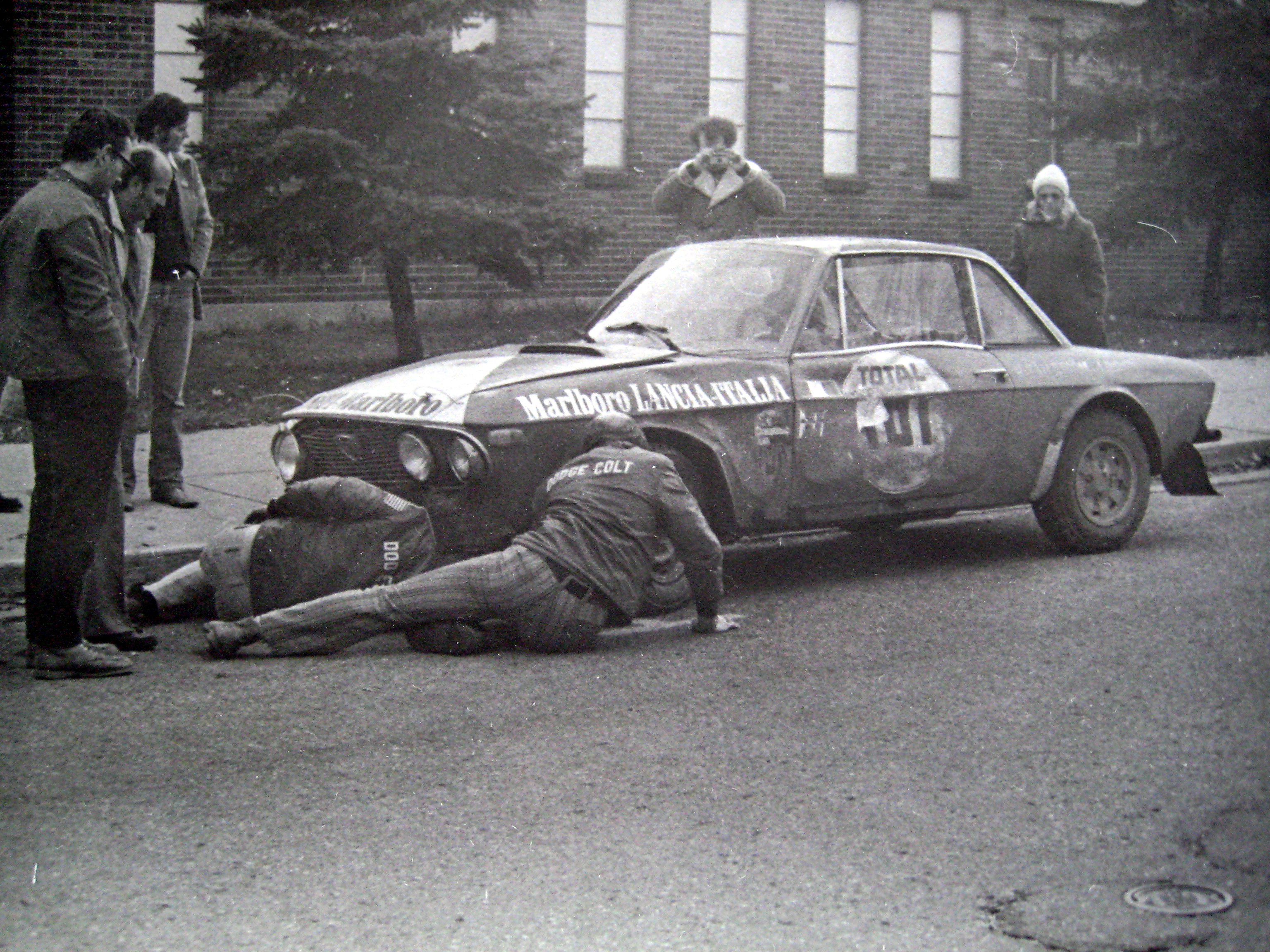
La Fulvia 1.6 Coupé HF al Press-on-Regardless Rally del 1972

La Lancia Fulvia Coupé HF, coupé elegante e sportiva, è l'evoluzione, nel 1965, della non fortunatissima berlina Lancia Fulvia. Divenne un enorme successo commerciale, grazie alla bellezza della linea e, in un secondo tempo, all'impulso derivante dalle numerose vittorie nelle gare di rally, culminate con la conquista nel Campionato internazionale costruttori 1972.
Disegnata da Piero Castagnero, che si era ispirato (secondo le sue dichiarazioni) al motoscafo Riva, la Fulvia Coupé era una berlinetta sportiva a 2 posti più 2, dall'aspetto elegante, dalle finiture curate (come la plancia rivestita in vero legno) e dalle prestazioni sportive.
La Lancia Fulvia Coupé HF, nella sua versione 1600 cm³, fu tra le protagoniste delle competizioni di rally sul finire degli anni sessanta e nei primi anni settanta. Il debutto avviene al Tour de Corse del 1965, pochi mesi dopo la sua presentazione al Salone dell'automobile di Torino.
Nel campionato del mondo rally ottenne solamente un 3º posto (al Safari Rally del 1974 con Sandro Munari), ma la Fulvia Coupé aveva consumato i suoi successi negli anni precedenti, conquistando anche un mondiale marche nel 1972, che già dall'anno successivo sarebbe diventato l'attuale campionato del mondo costruttori.

## Palmarès
- 1 Campionato internazionale costruttori (1972)

### Podi nel mondiale rally
Nella tabella sono considerati anche i risultati degli anni 1970-1972 quando ancora il Campionato del mondo rally era il Campionato internazionale costruttori.
| Anno | Rally                  | Pilota                | Pos |
| ---- | ---------------------- | --------------------- | --- |
| 1970 | Rally di Sanremo       | Harry Källström       | 2º  |
| 1970 | Rally di Gran Bretagna | Harry Källström       | 1º  |
| 1971 | Rally di Svezia        | Harry Källström       | 3º  |
| 1971 | Rally di Sanremo       | Amilcare Ballestrieri | 2º  |
| 1971 | Rally di Sanremo       | Sergio Barbasio       | 3º  |
| 1971 | Rally dell'Acropoli    | Simo Lampinen         | 3º  |
| 1972 | Rally di Monte Carlo   | Sandro Munari         | 1º  |
| 1972 | Rally di Svezia        | Harry Källström       | 3º  |
| 1972 | Rally del Marocco      | Simo Lampinen         | 1º  |
| 1972 | Rally dell'Acropoli    | Simo Lampinen         | 2º  |
| 1972 | Rally di Sanremo       | Amilcare Ballestrieri | 1º  |
| 1972 | Rally di Sanremo       | Sergio Barbasio       | 2º  |
| 1974 | Safari Rally           | Sandro Munari         | 3º  |